# Modalidades de policiamento
Modalidade de policiamento refere-se ao conjunto de programas de policiamento empregados pela Polícia Militar e demais forças de segurança pública visando a eficácia das ações de polícia ostensiva e de preservação da ordem pública. O policiamento pode ser realizado a pé ou a cavalo ou por meio de viaturas, bicicletas, aeronaves e embarcações.
Dentre os processos e modalidades de policiamento desempenhados pelas forças de segurança pública estão:
- Patrulhamento – atividade móvel de observação, fiscalização, reconhecimento, proteção ou mesmo emprego de força;

- Permanência – atividade predominantemente estática de observação, fiscalização, reconhecimento, proteção ou mesmo emprego de força ou custódia;

- Diligência – atividade que compreende busca de pessoas e animais, captura de pessoas ou animais, apreensão de animais e resgate de vítimas;

- Escolta – atividade destinada à custódia de pessoas ou bens, em deslocamento;

- Polícia comunitária (ou polícia de proximidade) – atividade que proporciona uma parceria entre a população e a polícia para identificar, priorizar e resolver problemas;
- Polícia montada – atividade de policiamento rural ou urbano, tipicamente a cavalo, em situações que possam atrair grandes multidões;

- Policiamento – atividade conferida por um estado com o objetivo de fazer cumprir a lei e proteger a ordem pública, bem como o próprio público;
- Policiamento ostensivo/preventivo – atividade policial de manutenção da ordem pública desenvolvida intencionalmente através da demonstração de presença, quer pela farda, quer pelo equipamento, ou viatura;
- Policiamento preditivo – atividade analítica para identificar atividades criminosas em potencial;
- Policiamento Cosme e Damião – atividade policial de manutenção da ordem pública através de patrulhamento a pé;
- Policiamento de trânsito – atividade de policiamento com o objetivo de prevenir e reprimir atos relacionados com a segurança pública e de garantir obediência às normas relativas à segurança de trânsito;